# 热发射
热发射（英語：thermionic emission）是一种通过热激发发射载流子的方式。这个现象发生的原因是，提供给载流子的热能使它们能够克服束缚势能（在金属材料中，这束缚势能也被称为功函数或逸出功）。通过热发射产生的载流子可能是电子或者离子。发射载流子之后原始区域会产生一个于被发射载流子总和大小相同、极性相反的载流子。不过，如果发射极连接在电池上，则物体上产生的电荷会立即被电池提供的载流子中和掉，最终发射极会达到电平衡，重新回到之前的状态。产生电子的热发射被称为热电子发射。